# Каринтія (Словенія)

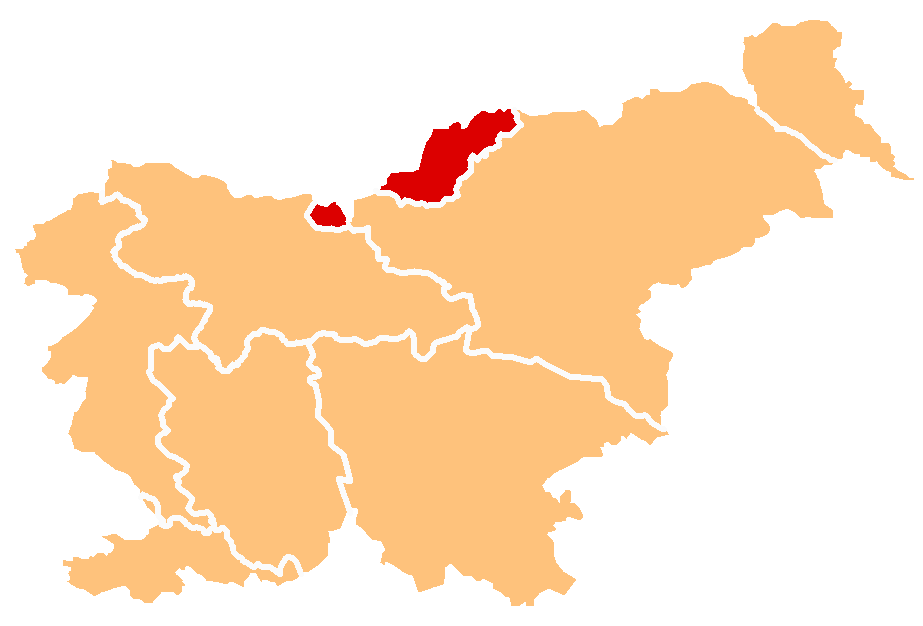
Словенська Каринтія

Каринтія (словен. Koroška, вимоваⓘ, нім. Kärnten), також Словенська Каринтія або Словенська Корошка ( Slovenska Koroška ),  — історична область на півночі Словенії.  Термін відноситься до південного сходу колишнього герцогства Каринтія, який після Першої світової війни передано  Королівству сербів, хорватів і словенців згідно з  Сен-Жерменським мирним договором. Він не має чітко визначеного центру, бо у кожній з трьох центральних річкових долин серед сильно заліснених гір є локальні центри.
З моменту вступу Словенії до Європейського Союзу в травні 2004 року було зроблено багато зусиль для реінтеграції Каринтії як культурної, туристичної та економічної одиниці.  Цей історичний регіон не має офіційного статусу адміністративного округу в межах Словенії, хоча асоціація з неформальною провінцією ( pokrajina ) досить поширена.

## Історія
Назва походить від ранніх середньовічних слов'янських князівств Карантанія, територія яких простягалася від сучасного австрійської Каринтії аж до штирійських земель на річці Сава. Область була частиною Імперського Каринтійського герцогства, заснованого в 976 році й керувалася палатою Габсбургів з 1335 року, яка в 1867 році стала королівською землею Цислейтанської Австро-Угорщини. Після поразки Австрії під час Першої світової війни новостворене Королівство сербів, хорватів і словенців (згодом перейменоване в Югославію) у 1919 р. окупувало Південну Каринтію. Долину річки Межа — територію навколо Дравограда і Єзерського — яка сьогодні належить Словенії, відкололи без референдуму, а в окупованому районі далі на північ і захід 10 жовтня 1920 року виборці на Каринтійському плебісциті визначили, що територія має стати частиною новоствореної Першої Австрійської Республіки.
Під час Балканської кампанії 1941 року Другої світової війни ця територія була приєднана до складу нацистської Німеччини й перебувала під управлінням райхсгау Каринтії на чолі з Фрідріхом Райнером. Після німецької капітуляції у травні 1945 року югославські партизани увійшли в цей край, знищивши чимало колаборантів, що стало відомим як Бляйбурзька різанина. Територія навколо Дравограда (Отишкий Врх, Селовець, Буковська Вас, Шентянж-при-Дравограду) й Превалє (Леше, Поляна) є місцем кількох масових поховань. Після війни регіон увійшов до складу Соціалістичної Республіки Словенія, після розпаду Югославії в 1991 році став частиною незалежної Словенії.

## Нотатки
1. ↑   У географічних джерелах терміни' 'Погорський Драванський край' '(словен. Pohorsko Podravje), «Верхній Драванський край» (словен. Zgornje Podravje), і  Гірський Дравенський край  (словен. Gorato Podravje) також використовувалися. [1] У популярних джерелах найвідомішою була назва "Каринтія" (Koroška pokrajina), особливо з 1955 по 1994 рік.[1]
2. ↑   Термін "словенська Каринтія" може також позначати південну частину австрійської Каринтії, де проживають каринтійські словенці. У цьому випадку використовувався термін "Південно-Східна Каринтія", що охоплює Каринтію в Словенії та долину Яуна (словен. Podjuna) в Австрії.